# Nelson Gonçalves
Nelson Gonçalves, pseudonimo di Antônio Gonçalves Sobral (Sant'Ana do Livramento, 21 giugno 1919 – Rio de Janeiro, 18 aprile 1998), è stato un cantante, compositore e chitarrista brasiliano.
Vendette più di 62 milioni di album in tutto il mondo ed è tuttora il secondo artista musicale brasiliano più venduto di sempre, dietro Roberto Carlos Braga (77 milioni).

## Biografia
Nato nello stato del Rio Grande do Sul, crebbe a San Paolo. Da ragazzo svolse diversi lavori umili e praticò la boxe, prima di intraprendere la carriera musicale nel 1941. Era balbuziente, ma ciò non gli impedì di coronare il suo sogno.
Impostosi come crooner, divenne quindi uno dei cantanti radiofonici brasiliani più popolari degli anni '50. Registrò tutta una serie di album di successo, valendosi della produttiva collaborazione con il paroliere Adelino Moreira. Si affermò poi all'estero, tenendo concerti in sedi prestigiose come il Radio City Music Hall di New York. La consacrazione arrivò grazie ai due brani A volta do boêmio e Mágoas de Caboclo, cover della celebre canzone incisa nel 1936 da Orlando Silva.
La sua vita personale fu piuttosto sregolata; una dipendenza da cocaina quasi ne distrusse la carriera nei primi anni Settanta.
Morì di infarto all'età di 79 anni e fu sepolto nel Cemitério São João Batista a Rio de Janeiro.

## Nella cultura di massa
- Nel 2001 il regista Elizeu Ewald ha girato un docu-drama sulla sua vita.

## Discografia

### Album
- 1955 - Noel Rosa Na Voz Romântica De Nelson Gonçalves (RCA Victor, BPL-3010)
- 1956 - O Tango Na Voz De Nelson Gonçalves (RCA Victor, BPL-3018)
- 1957 - Caminhemos (RCA Victor, BPL-3047)

### Canzoni
- 1941 - Se Eu Pudesse um Dia
- 1942 - Dorme que Eu Velo por Ti
- 1942 - Fingiu Que Não Me Viu
- 1942 - Renúncia
- 1943 - Noite de Lua
- 1943 - Quando a Saudade Vier
- 1943 - Não Sou Feliz nos Amores
- 1943 - A Saudade É um Compasso de Mais
- 1943 - A Mulher do Seu José
- 1943 - Solidão
- 1943 - Perfeitamente
- 1944 - Sabiá de Mangueira
- 1944 - Quase Louco
- 1944 - Dos Meus Braços Tu Não Sairás
- 1944 - Ela me Beijou
- 1945 - Eu Não Posso Viver Sem Mulher
- 1945 - Aquela Mulher
- 1945 - Meus Amores
- 1945 - Maria Bethânia
- 1946 - Pelas Lágrimas
- 1946 - Seus Olhos na Canção
- 1946 - Segure no Meu Braço
- 1946 - Quando É Noite de Lua
- 1946 - Menina dos Olhos
- 1946 - A Você
- 1946 - Coração
- 1946 - Espanhola
- 1947 - Dona Rosa (con Isaura Garcia)
- 1947 - Segredo
- 1947 - A Rainha do Mar
- 1947 - Odalisca
- 1948 - Princesa de Bagdá
- 1948 - Perdôo, Sim
- 1949 - Normalista
- 1949 - Quando Voltares
- 1949 - Pepita
- 1952 - Confete Dourado
- 1953 - Camisola do Dia
- 1953 - Meu Vício É Você
- 1954 - Carlos Gardel
- 1954 - Francisco Alves
- 1955 - Último Desejo
- 1955 - Esta Noite me Embriago
- 1955 - Hoje Quem Paga Sou Eu
- 1956 - Nossa Senhora das Graças
- 1956 - Por um Beijo de Amor
- 1956 - Meu Vício É Você
- 1956 - Natal Branco (con il Trio de Ouro)
- 1957 - A Volta do Boêmio
- 1957 - Pensando em Ti
- 1957 - História da Lapa
- 1957 - Grilo Seresteiro
- 1958 - Escultura
- 1958 - Pensando em Ti
- 1959 - Prece ao Sol
- 1959 - Revolta
- 1959 - Deusa do Asfalto
- 1960 - Meu Dilema
- 1960 - Chore Comigo
- 1960 - Queixas
- 1961 - Negue
- 1961 - Fica Comigo Esta Noite
- 1962 - Dois Amores
- 1963 - Enigma